# Olmalik
Olmalik (uzbeško Олмалиқ, Olmalik, rusko Алмалык, Almalik) je mesto v Taškentski regiji v srednjem Uzbekistanu, približno 65 km vzhodno od Taškenta. Leta 2021 je imelo 133.400 prebivalcev.
Olmalik se je razvil v Sovjetski zvezi v 1930. letih kot središče izkoriščanja lokalnih ležišč bakra, svinca, cinka, zlata, srebra in barita. V mestu je več ogromnih metalurških in z njimi povezanih industrijskih obratov, največjih v Uzbekistanu. Industrija je zelo onesnažila njegovo okolico.  Uzbekistanska vlada se kljub temu upira pozivom k zaprtju tovarn, saj trdi, da si gospodarstvo države tega ne more privoščiti. V tovarnah je zaposlenih okoli 25.000 prebivalcev mesta, ki prispevajo znaten delež k gospodarstvu regije. 